# Huntley & Palmers
Huntley & Palmers è un biscottificio inglese, parte del gruppo Danone, con sede storica a Reading. L'azienda venne fondata da Joseph Huntley nel 1822 e in breve tempo, grazie soprattutto all'operato dell'imprenditore George Palmer che ne divenne socio nel 1841, l'impresa divenne il biscottificio più grande al mondo. L'azienda iniziò a vendere i propri biscotti in elaborate scatole di latta che fecero la sua fortuna. Nel 1900 i prodotti della compagnia erano venduti in 172 paesi. Negli anni  l'azienda mutò il proprio nome, essendo conosciuta prima come "J.Huntley & Son" e
"Huntley & Palmer".

Nel 2006 la Huntley & Palmers ha avviato la produzione nei nuovi stabilimenti a Sudbury, nel Suffolk. Dal 1985 la neozelandese Griffin's Foods ha ottenuto il permesso di produrre parte dei biscotti Huntley & Palmers sotto licenza.
Nel 2017, sono stati ritrovati i resti della spedizione di Capo Adare in Antartide, di 106 anni prima, fra i quali è stata rinvenuta una torta di frutta della Huntley & Palmers, parte della razione del capitano Robert Falcon Scott della spedizione Terra Nova nel 1910-1913.

## Storia

### Gli inizi

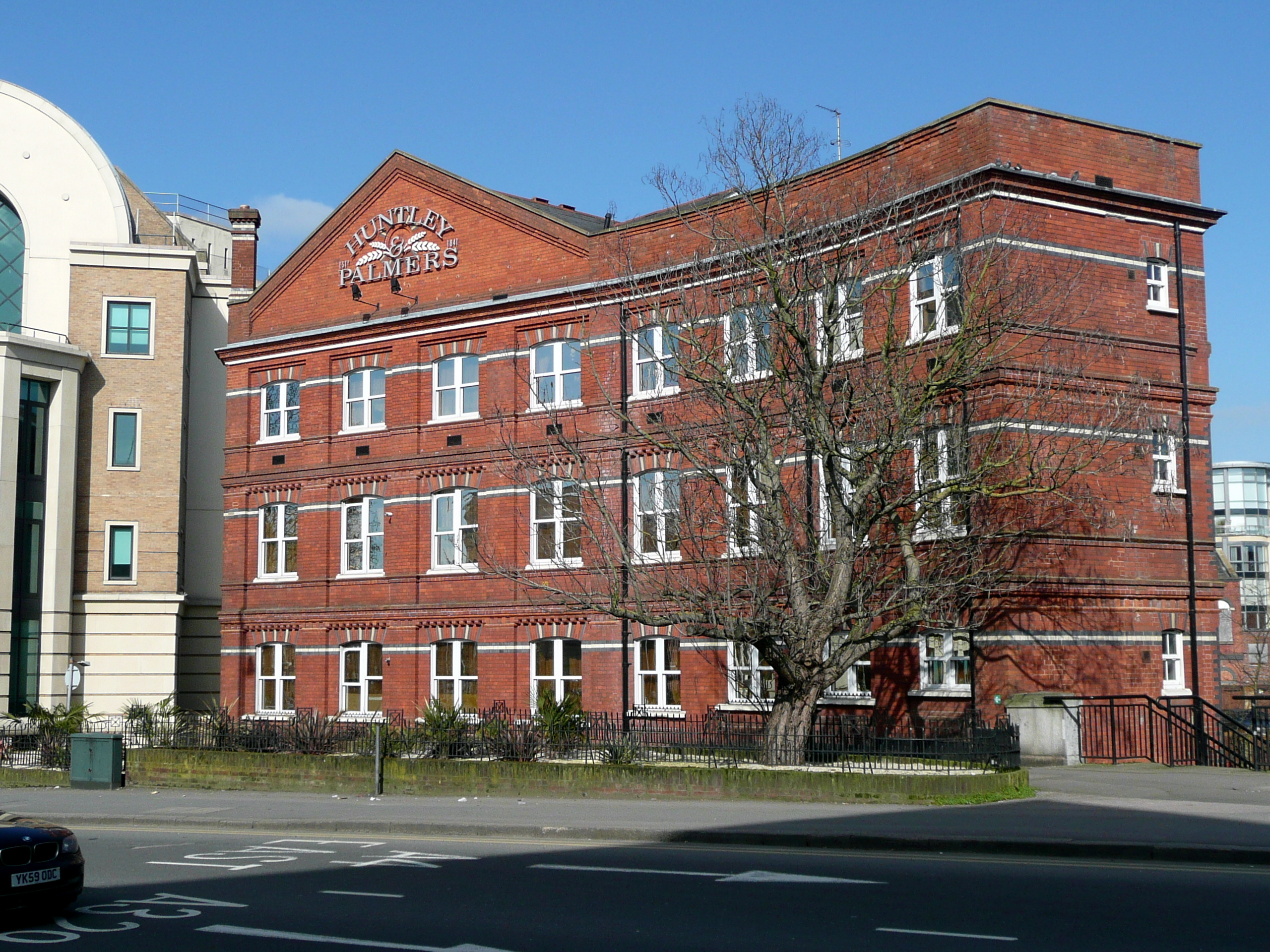
La sede originaria della Huntley & Palmers a Reading, fotografata nel 2011

La Huntley & Palmers venne fondata nel 1822 da Joseph Huntley col nome di J. Huntley & Son. Inizialmente, il giro di affari era quello di un piccolo biscottificio al n. 119 di London Street nella città di Reading, nel Berkshire.
La prima fortuna dell'azienda fu la disponibilità del mercato Crown Inn a vendere i biscotti di Joseph Huntley ai carrettieri e ai viaggiatori locali, ampliando così il giro di affari.

### George Palmer

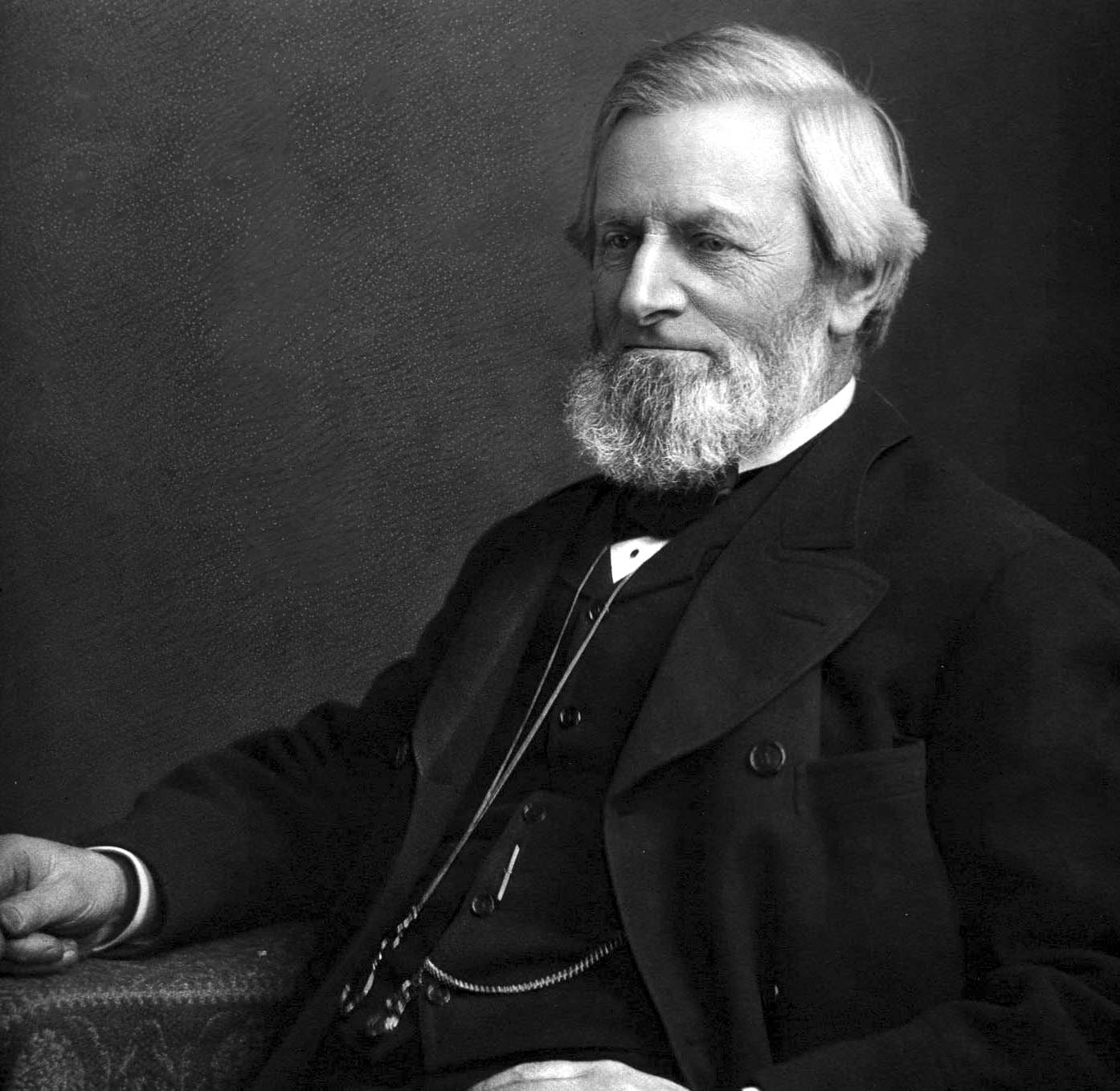
George Palmer entrò in affari con Huntley nel 1841 e fece la vera fortuna dell'azienda

Nel 1838 Joseph Huntley venne costretto a ritirarsi per motivi di salute dagli affari, lasciando il controllo dell'azienda al figlio primogenito Thomas. Nel 1841 Thomas si associò con George Palmer, suo lontano cugino e quacchero. George Palmer divenne ben presto l'artefice del successo aziendale, iniziando le vendite dei prodotti in tutto il paese. La compagnia trasformò quindi l'originario negozio in una vera e propria fabbrica su King’s Road nel 1846, non lontano dalla Great Western Railway. La fabbrica iniziò a disporre di un vero e proprio sistema ferroviario interno con locomotive a vapore per il trasporto delle merci, ancora conservato a Bradford.
Thomas Huntley morì nel 1857, ma George Palmer continuò a dirigere l'azienda con i suoi fratelli, William Isaac Palmer e Samuel Palmer, e successivamente con i suoi figli. L'azienda divenne fornitrice ufficiale della famiglia reale britannica nel 1865 e si espanse anche sul continente, fornendo le tavole di Napoleone III e di Leopoldo II del Belgio. Al suo massimo storico, l'azienda giunse ad impiegare più di 5000 persone, divenendo così il più grande biscottificio del mondo, con una produzione di 400 differenti tipologie di prodotti. Le farine erano fornite dall'Hambleden Mill, ad alcune miglia sul Tamigi, dal quale arrivavano i carichi settimanalmente.
I Palmers divennero noti a Reading dove finanziarono la città con donazioni importanti come quelle che portarono poi alla costituzione del Palmer Park.

### Le esportazioni

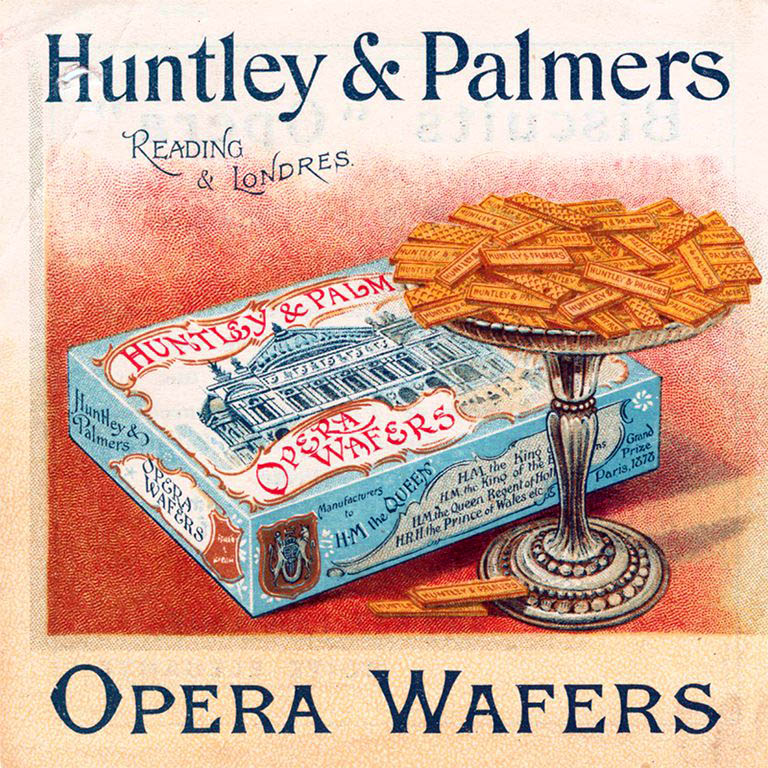
Manifesto per i wafer Opera c. 1890

Un'altra parte importante del successo della ditta fu la sua distribuzione nel mondo, grazie anche all'invenzione di scatole di latta con elaborate decorazioni. Le scatole diedero prova di essere resistenti e funzionali al punto che divennero esse stesse un simbolo di potere commerciale dell'Impero britannico come la Coca-Cola per gli Stati Uniti. Nel 1900 i biscotti Huntley & Palmers venivano venduti in 172 paesi nel mondo.

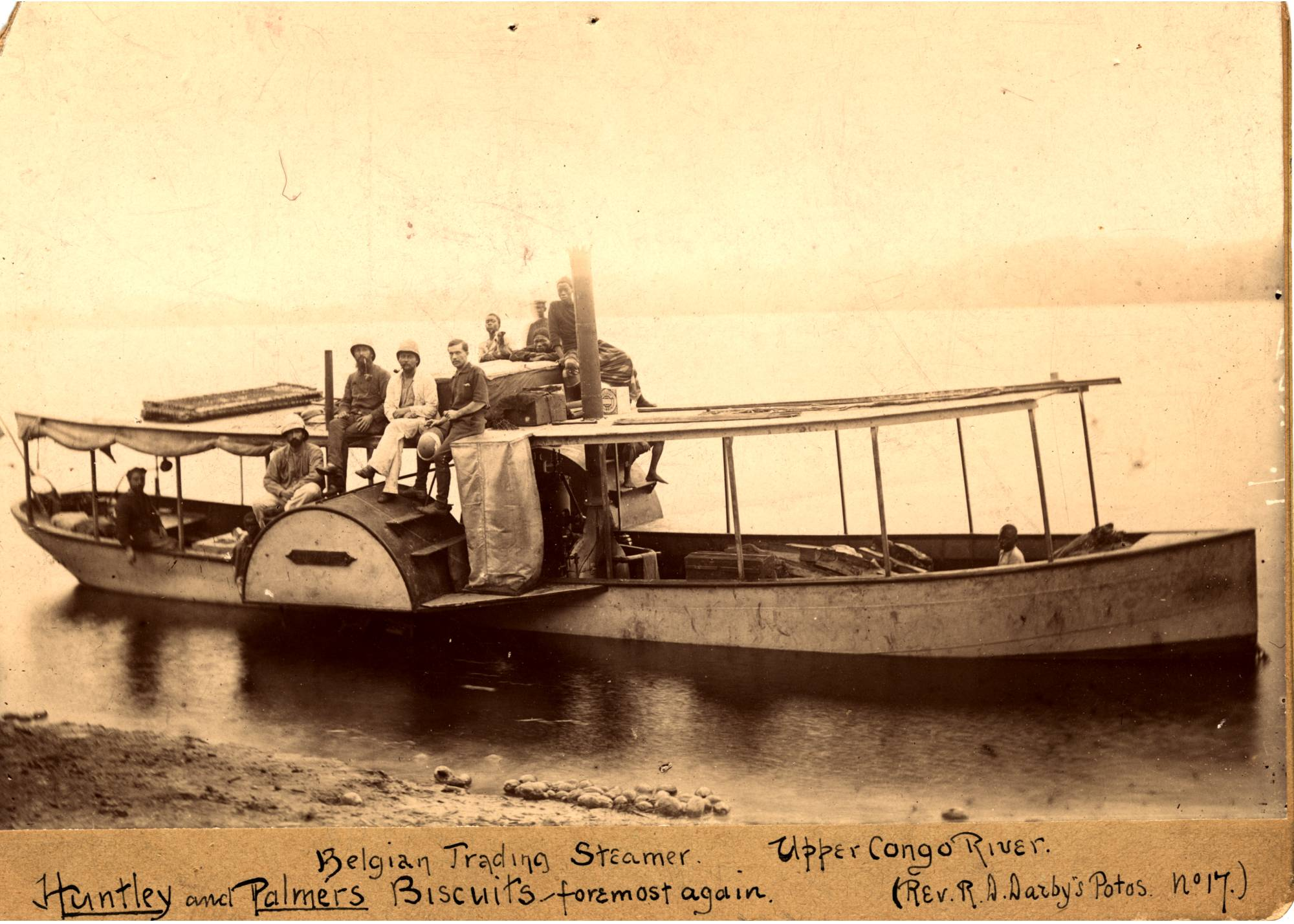
Scatole di biscotti Huntley & Palmers su una vaporiera in Congo, Upper Congo River, c. 1890

L'azienda rifornì l'Africa come il Tibet, fornendo biscotti al capitano Robert Falcon Scott per la sua spedizione al Polo Sud nel 1910. Durante la prima guerra mondiale, l'azienda convertì la propria produzione di scatole di latta alla produzione di proiettili d'artiglieria.
Nel 1921, la Huntley & Palmers accettò l'invito della Peek Frean di Londra a formare una holding company, la "Associated Biscuits Manufacturers Ltd." con un capitale di 2.500.000 sterline. Nel 1960, anche W.R. Jacob di Liverpool si associò all'impresa.
Nel 1969, i biscottifici scozzesi Crawford's, McVitie's e McFarlane Lang andarono a formare la United Biscuits, la principale concorrente nel campo.
La produzione di biscotti a Reading cessò nel 1976, e nel 1982 la Nabisco acquisì la Associated Biscuits. La produzione continuò a Huyton sino al 1983. Dopo la chiusura della fabbrica della Peek Frean a Bermondsey nel 1989, la Nabisco vendette il marchio Associated Biscuit (Huntley and Palmers, Peek Frean e Jacobs) alla Danone.

### La rifondazione
Nel 2006, la Huntley & Palmers riprese la produzione in un nuovo stabilimento a Sudbury, nel Suffolk.
Dal 2008, la Huntley & Palmers è divenuta di proprietà della famiglia Freeman, operante nel settore da tre generazioni, che ha avviato un processo di ritorno alle origini dello storico marchio con il recupero di molti dei prodotti e delle ricette originarie.

## Galleria d'immagini

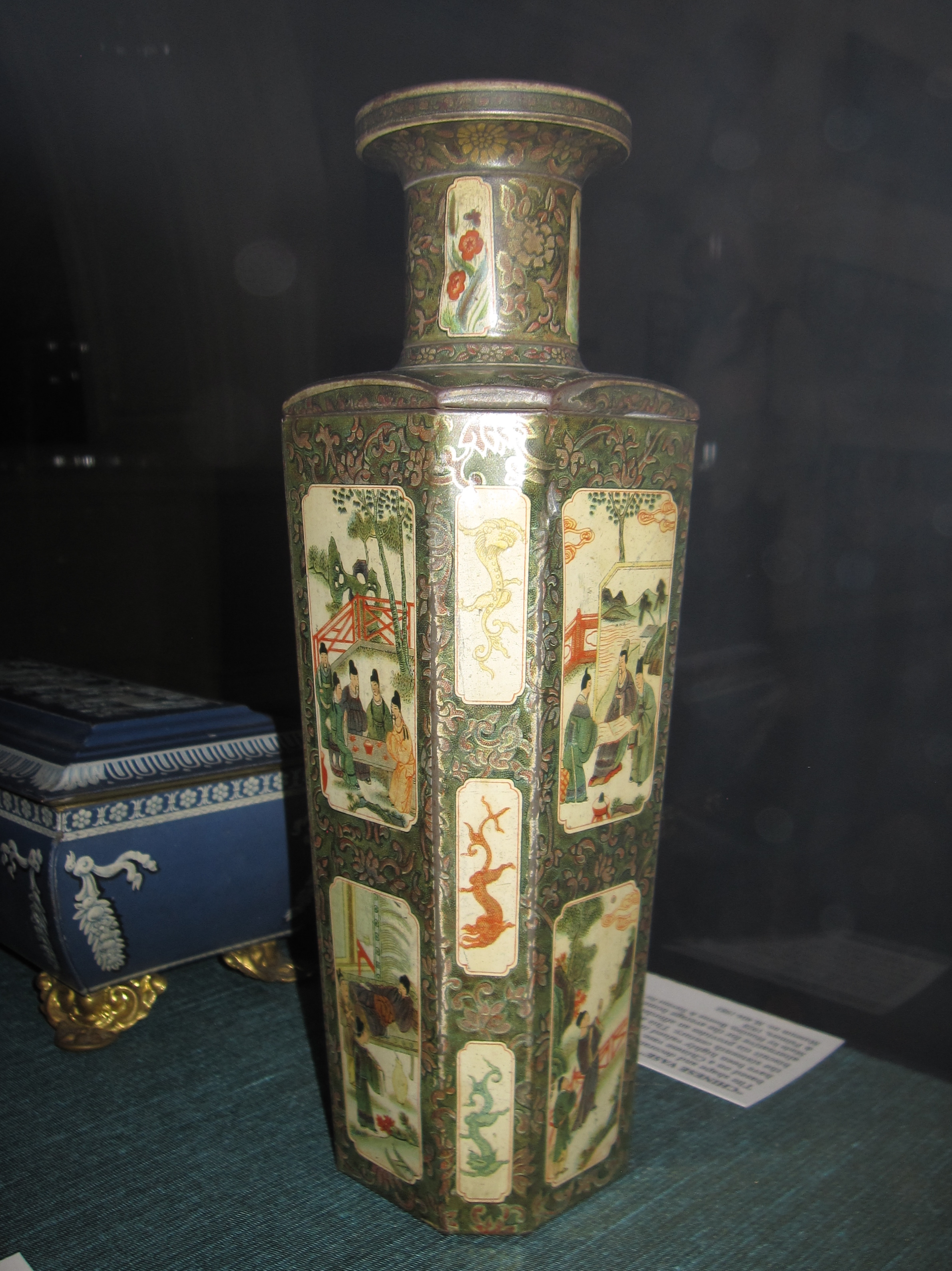
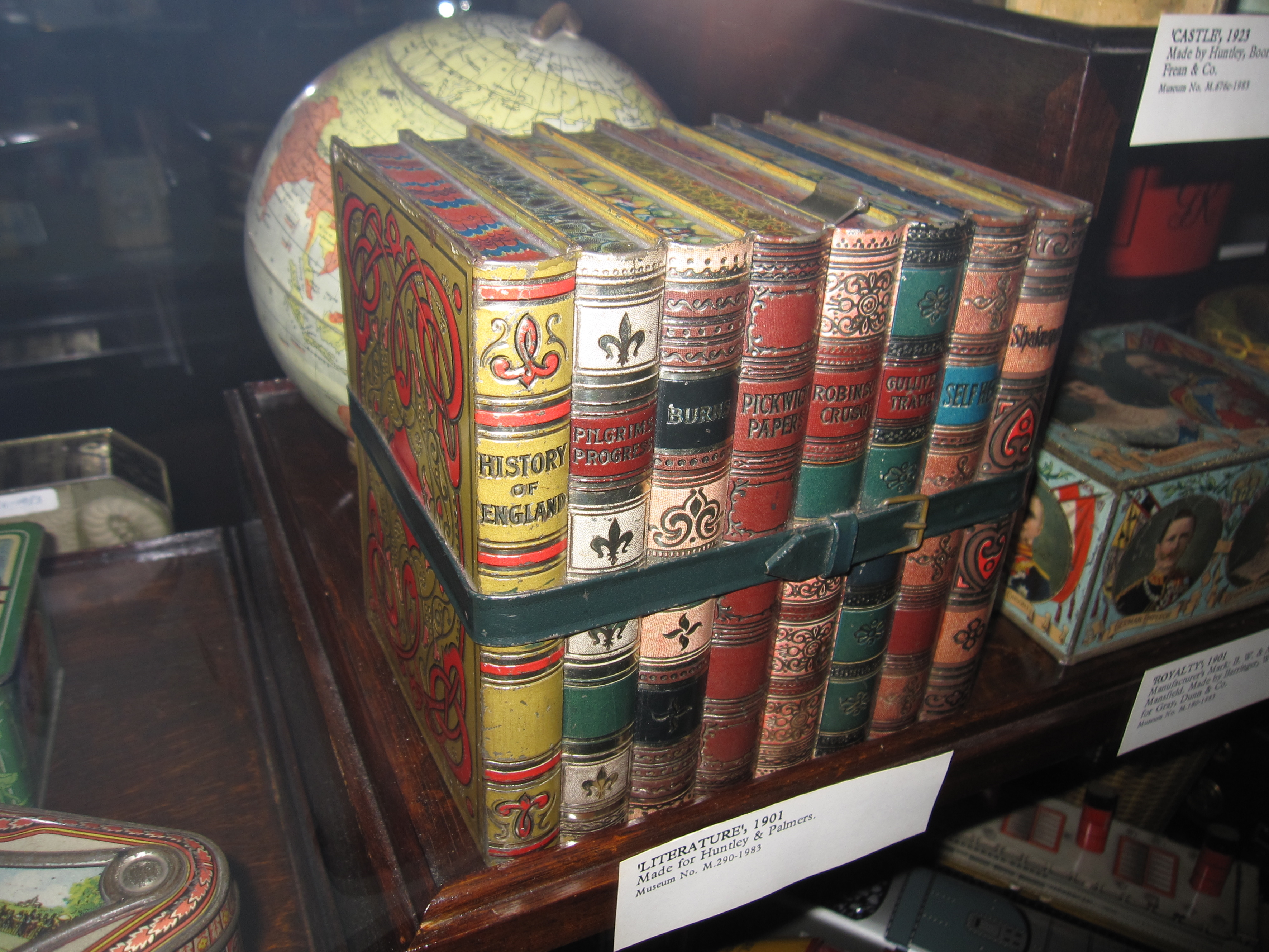
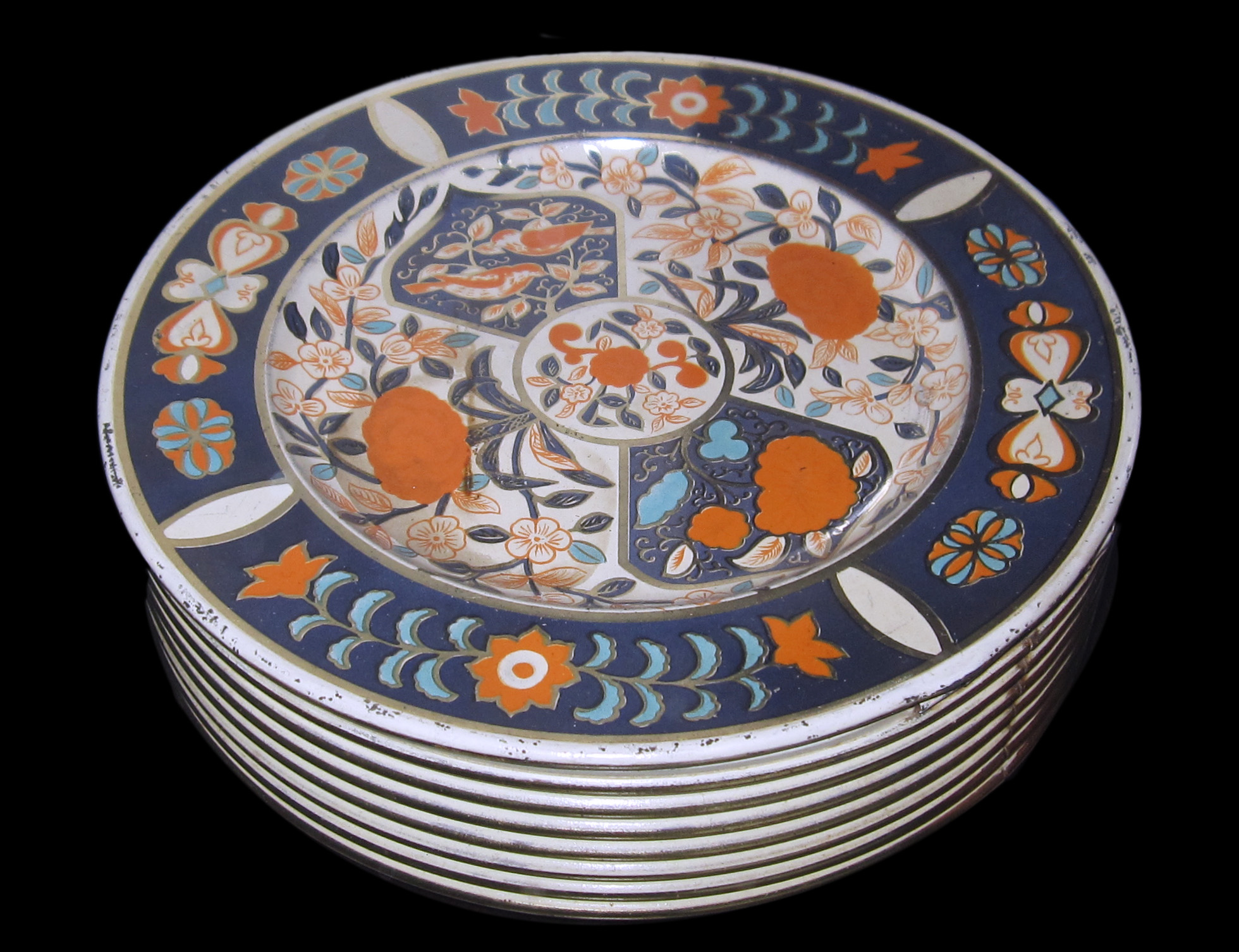
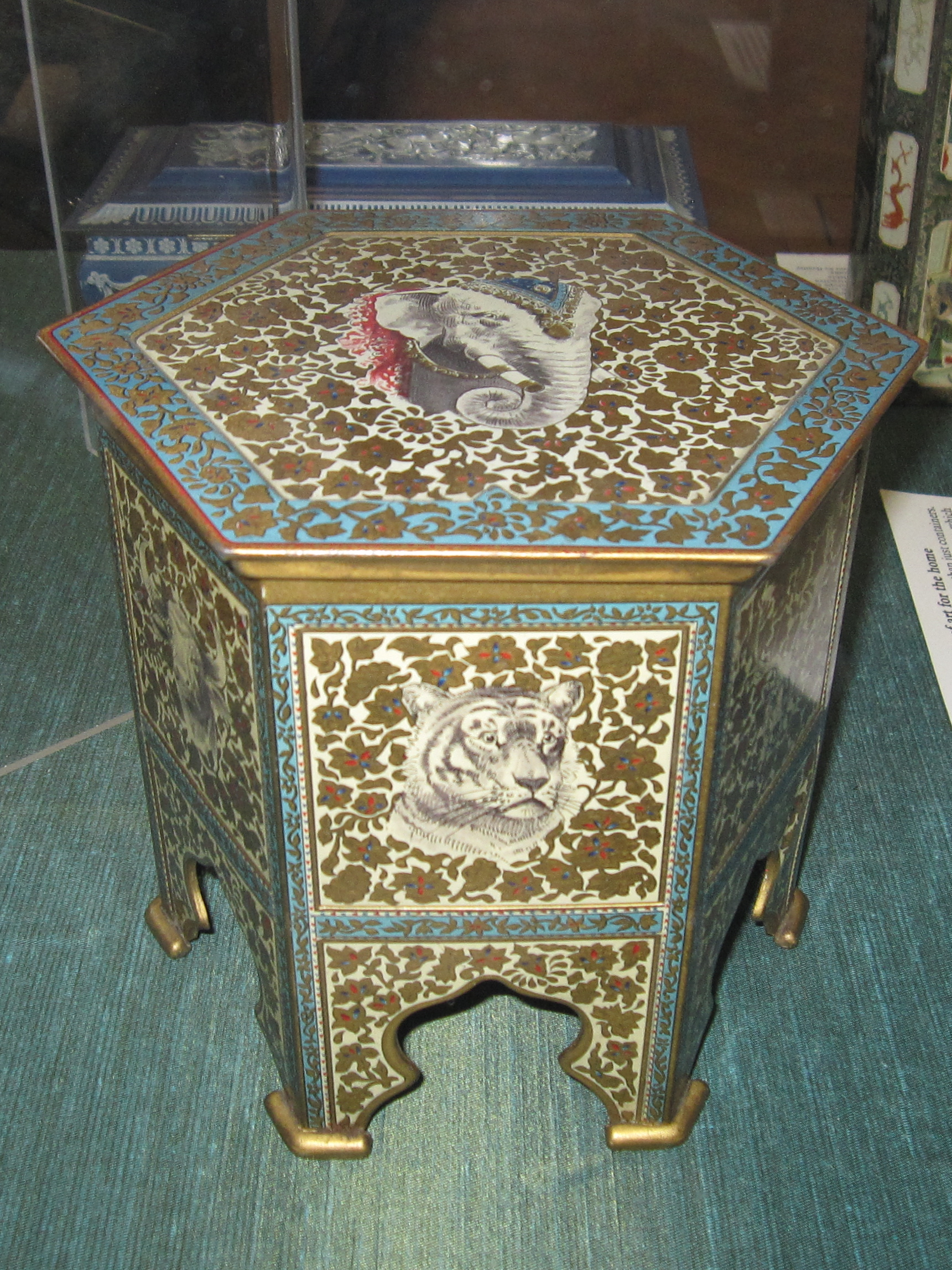
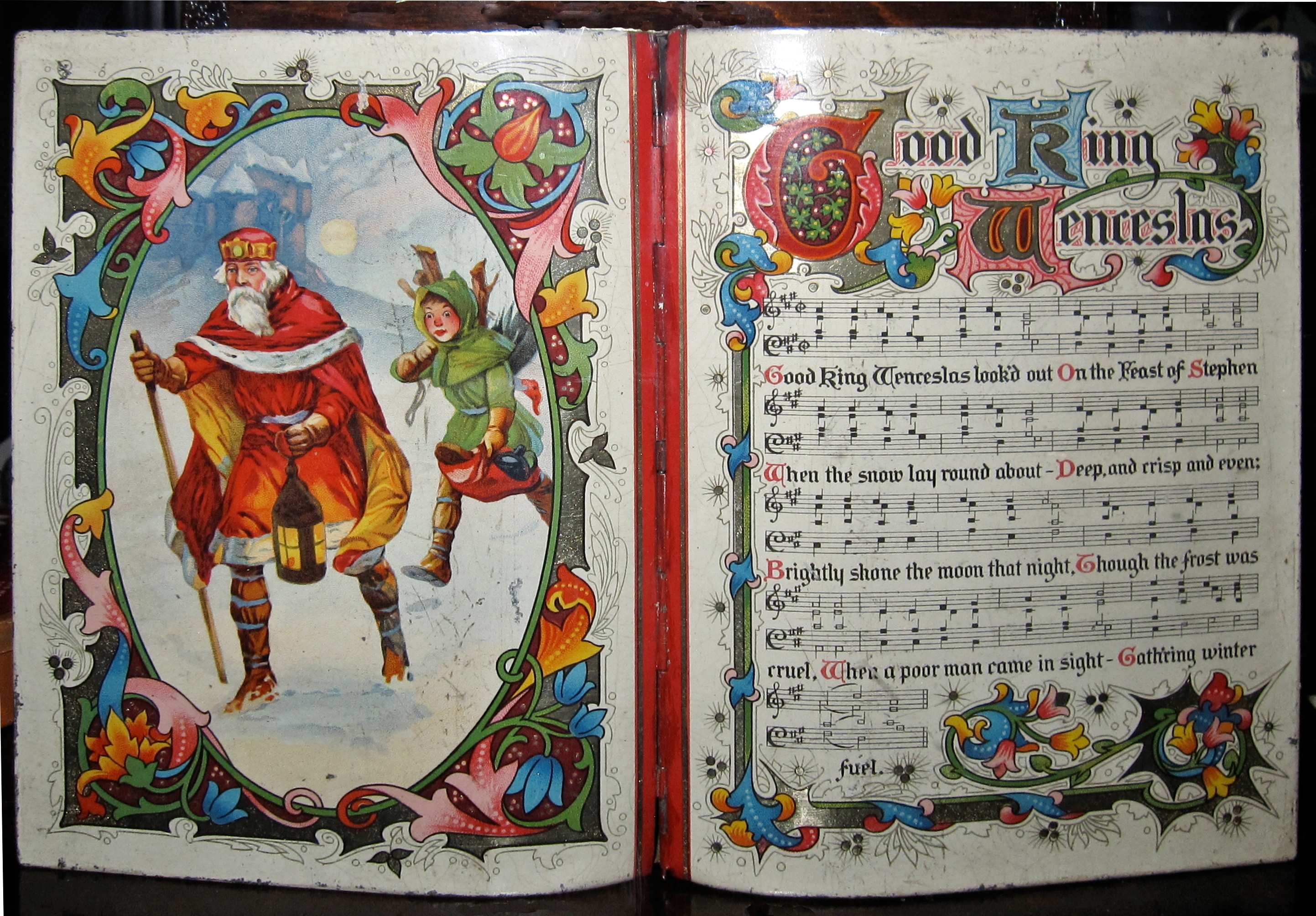
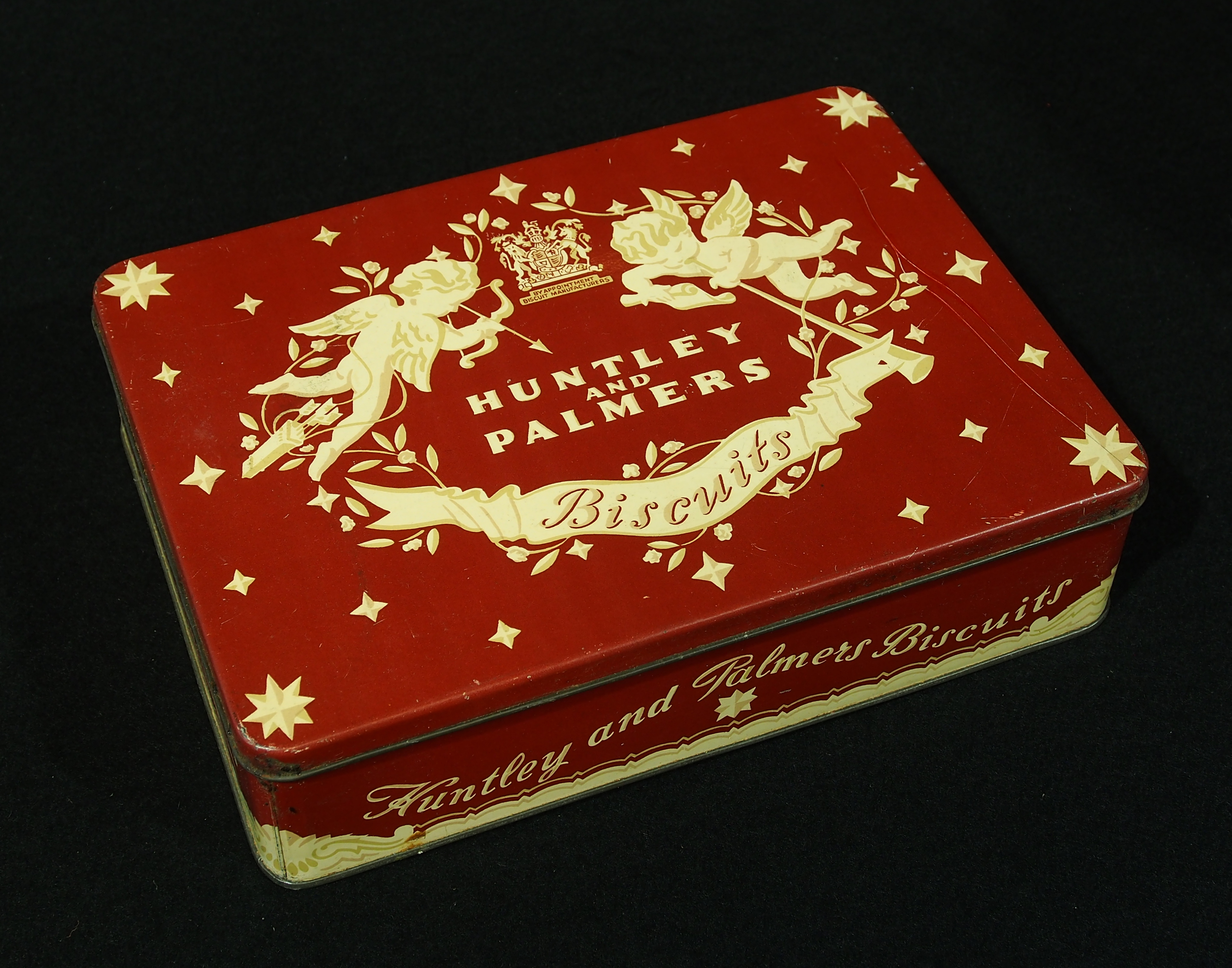